# Kalis Loyd
Kalis Loyd, född 5 april 1989 i Malmö, är en svensk basketspelare som representerar den italienska klubben San Giovanni. Hon började spela basket i Malbas och har tidigare varit proffs i ligorna i Rumänien och Frankrike. Mellan 2008-2012 spelade hon för Lamar Cardinals i Beaumont, Texas.. Loyd ingår i Sveriges trupp till Europamästerskapet i basket för damer 2019 vilket innebär att hon gör mästerskapsdebut.